# Дипломатичний ранг
Дипломатичний ранг — це визначуване і встановлюване державою службове становище-звання дипломатичного працівника на певних стадіях його державної служби, яке присвоюється
керівником відомства з питань закордонних справ та Главою конкретної держави, відповідно до закону. Його присвоюють дипломатичним працівникам, які працюють у дипломатичних установах на території кожної країни та за кордоном, керівникам та співробітникам посольств і дипломатичних місій, працівникам відомств закордонних справ. Уперше ранги дипломатичних представників визначено Віденським регламентом 1815. Система й порядок присвоєння рангів у сучасному міжнародному праві регулюються урядом окремої держави.

## Міжнародна практика
У сучасній міжнародній практиці загальноприйнятими є три основні класи глав дипломатичних представництв — посли, посланники та повірені у справах. Як правило, посли очолюють посольства, а посланники — дипломатичні місії. Повірені у справах можуть керувати роботою як посольства, так і місії, хоча найчастіше вони очолюють місії (якщо держави домовилися обмежитись цим рівнем). Це інститут, до якого звертаються за особливих обставин, коли, наприклад, стосунки між державами мають не зовсім дружній характер. У процедурі акредитування повірених у справах є свої особливості. Якщо посли та посланники акредитуються при главах іноземних держав, вручаючи їм вірчі грамоти, підписані главами акредетуючих держав, то повірені у справах призначаються, як правило, при міністрах закордонних справ країн перебування і замість вірчих грамот вручають останнім лише відповідні листи від імені своїх міністрів закордонних справ.
Від повірених у справах, як самостійних керівників дипломатичних представництв (Charge d'Affaires), призначення яких здійснюється на постійній основі (до зміни класу), слід відрізняти тимчасово повірених у справах (Charge d'Affaires ad interim). Вони не становлять особливий клас, а лише тимчасово заміщають главу представництва в тих випадках, коли він тимчасово не може виконувати свої функції (відпустка, від'їзд за викликом свого уряду «для консультацій» тощо). Як правило, тимчасово повіреними у справах призначаються дипломати, які за своїм рангом займають найвищий щабель після глави дипломатичного представництва, наприклад, радники. Про призначення тимчасового повіреного у справах повідомляється міністерству закордонних справ країни перебування, що вважається достатнім для виконання цим дипломатом покладених на нього функцій.

## В Україні
Дипломатичні ранги встановлені статтею 24 Закону України «Про дипломатичну службу». Вони прирівнені до відповідних рангів державного службовця.
Дипломатичні ранги в Україні:
Встановлювані Президентом України
- Надзвичайний і Повноважний Посол — державний службовець 1 рангу
- Надзвичайний і Повноважний Посланник першого класу — державний службовець 2 рангу
- Надзвичайний і Повноважний Посланник другого класу — державний службовець 3 рангу

Встановлювані Міністром закордонних справ України
- радник першого класу — державний службовець 4 рангу
- радник другого класу — державний службовець 5 рангу
- перший секретар — державний службовець 6 рангу
- другий секретар — державний службовець 7 рангу
- третій секретар — державний службовець 8 рангу
- аташе — державний службовець 9 рангу

Дипломатичні ранги не обов'язково збігаються з посадою, яку займає особа.
Дипломатичні ранги від Надзвичайного і Повноважного Посла до аташе прирівнюються до рангів державних службовців відповідно з першого до дев'ятого рангу. Дипломатичні ранги нижчого рівня присвоюються Міністром закордонних справ України. Дипломатичні ранги Надзвичайного і Повноважного Посла, Надзвичайного і Повноважного Посланника першого класу, Надзвичайного і Повноважного Посланника другого класу присвоюються Президентом України за поданням Міністра закордонних справ України.
Присвоєння дипломатичного рангу здійснюється згідно з посадою, яку займає державний службовець. Якщо дипломатичний працівник перейшов на нижчу посаду або залишив дипломатичну службу, на яку потім повернувся, за ним зберігається присвоєний дипломатичний ранг. Позбавлення дипломатичного працівника дипломатичного рангу означає позбавлення його всіх попередніх рангів.
Дипломатичний працівник, якому присвоєно дипломатичний ранг перебуває у ньому довічно і може бути позбавлений рангу лише за вироком суду. Після присвоєння чергового дипломатичного рангу працівникові видається спеціальна грамота, яка засвідчує його статус, за підписом президента. За цією категорією залишається право на користування дипломатичним паспортом довічно.
Закон диференційовано підходить до питання про термін перебування дипломатичних працівників у дипломатичних рангах: строк перебування у дипломатичних рангах аташе, третього секретаря, другого секретаря, першого секретаря, радника другого класу становить 3 роки. Строк перебування у дипломатичних рангах радника першого класу, Надзвичайного і Повноважного Посланника другого класу, Надзвичайного і Повноважного Посланника першого класу не встановлюється. У окремих випадках за значні успіхи у роботі та особливі заслуги дипломатичним працівникам може бути присвоєно черговий ранг до завершення терміну — дострокове присвоєння дипломатичного рангу, і без дотримання черговості присвоєння рангів — позачергове присвоєння дипломатичного рангу.
Термін перебування дипломатичного працівника на одній посаді та в одній країні має важливе значення. Основним недоліком тривалого перебування дипломата за кордоном може бути те, що він переходить у стан емоційного входження у проблеми держави і відповідно не буде здатний діяти та консультувати свою державу неупереджено.

## Дипломатичні агенти
Треба також чітко розрізняти такі поняття, як «класи» і «ранги» «дипломатичних агентів». До речі, згідно з Віденською конвенцією «дипломатичний агент» — це глава представництва або член дипломатичного персоналу представництва (ст. І, п. «е»). Для визначення поняття «дипломатичні класи» користуються нормами міжнародного права, зокрема ст. 14 Віденської конвенції. Вона чітко регламентує установлений в сучасній практиці поділ глав дипломатичних представництв на три класи: «1. а) клас послів і нунціїв, які акредитуються при главах держав, та інших глав представництв еквівалентного рангу; b) клас посланників та інтернунціїв, які акредитуються при главах держав; с) клас повірених у справах, які акредитуються при міністрах закордонних справ; 2. Інакше як відносно старшинства та етикету не повинно проводитись ніякого розрізнення між главами представництв унаслідок їхньої належності до того чи іншого класу».
В Україні існують види акредетиційних карток: серія «Д» — дипломатичні (найвища), серія «К» -консульські, серія «С» — службові, серія «А» — звичайні, що передбачають надання цій категорії осіб дипломатичних привілеїв та імунітетів, передбачених Віденською конвенцією про дипломатичні зносини (995_048), Конвенцією про привілеї та імунітети спеціалізованих установ(995_170). [Архівовано 8 серпня 2017 у Wayback Machine.] Затверджено Наказом МЗС України 13.01.2003 р.N 11 , Міністерство юстиції України 28 червня 2003 р., за N 62/7383.